# Оксибензон
Оксибензонът е органично съединение, използвано в препаратите против слънчево изгаряне. Той е производен на бензофенона. Образува безцветни кристали, които са лесно разтворими в повечето органични разтворители.
Използва се като съставка на препарати против слъчнево изгаряне и други козметични препарати, защото поглуща UV-A ултрваиолетовите лъчи.